# 清武英利
清武 英利（きよたけ ひでとし、1950年10月12日 - ）は、日本のジャーナリスト・ノンフィクション作家、元プロ野球球団経営者。
読売巨人軍取締役球団代表、取締役編成本部長・ゼネラルマネージャー、オーナー代行のほか、NPB選手関係委員会委員長を歴任した。
宮崎県宮崎市出身。

## 経歴・人物

### 読売グループでの経歴
宮崎県立宮崎南高等学校を経て立命館大学経済学部卒業後、1975年に読売新聞社に入社した。青森支局を振り出しに社会部畑を歩み、警視庁や国税庁を担当。東京本社社会部次長時代に、第一勧業銀行総会屋事件や山一證券の破綻などをスクープ。
2001年、中部本社社会部長。2002年、東京本社編集委員。2004年、東京本社編集局運動部長。
2004年8月、読売巨人軍取締役球団代表（局次長相当）・編成本部長に就任。巨人球団代表として、当時の生え抜き選手の育成が進んでいないことに危機感を抱き広島東洋カープの鈴木清明からのアドバイスをヒントに育成選手制度を創設。それまでの補強に頼るチーム作りからの脱却を図った。実際、この制度で入団した選手らが、後の2007年からのリーグ3連覇（セ・リーグの連覇は1992年・1993年のヤクルト以来）や日本シリーズ制覇に貢献した。さらにイースタン・リーグ チャレンジ・マッチなどの日本プロ野球のシステム創りに奔走した。
巨人球団代表の傍ら、週刊ベースボール（ベースボール・マガジン社）にて隔週でコラム「野球は幸せか！」を連載した。またNPB選手関係委員長として球団側と日本プロ野球選手会との交渉を取り持つパイプ役も担っていた。
球団代表時代は頻繁に球場に訪れており、試合終了後活躍した選手の労をねぎらうシーンがよく見られるなど、選手に対しての敬意を示すことも忘れなかった。また、フリーエージェント制度などでの小手先な補強一辺倒であった球団の方針を、清武は2005年に制度化された育成選手制度を利用して育成選手を鍛え上げて育てる方針に転換し、これも自球団のみならず、他球団を含めたフロント陣や指導者らから高く評価されていた。しかし清武退任後は清武色一掃の観点から元の補強体制に戻している。
ただし報道陣の間では、清武の姿勢に疑問を呈する人間も少なくなかった。批判めいた記事を執筆した人物を呼び出し恫喝、さらにその会社に対して強行的に取材規制などを行った。それゆえ報道陣だけでなく、球団内でも清武の独裁を快く思っていない者もいたという。
清武代表時代に巨人へ移籍し、現役引退を経て内野守備走塁コーチ就任後間もなく急逝した木村拓也は、宮崎南高等学校の後輩でもあった。

### 渡邉恒雄への告発と解任
2011年11月11日、清武は文部科学省において緊急記者会見を開き、読売新聞グループ本社会長兼主筆・読売巨人軍球団会長である渡邉恒雄が、オーナーやGMである自分の頭越しに、予め球団が決定し承認したコーチ人事を覆したことに対して重大なコンプライアンス違反であると告発した。11月18日、こうした動きを受け、球団側が『渡邉恒雄への告発会見などにより、球界を混乱させたこと』を理由として、清武を読売巨人軍の一切の役職から解任した。

### 著作活動
球団代表を退職した後は、読売ジャイアンツや読売新聞社に関する著作にとどまらず、ジャーナリスト・ノンフィクション作家として幅広い著作活動を行っている。2014年、記者時代から追いかけ続けた山一證券をテーマとした『しんがり - 山一證券 最後の12人』で第36回講談社ノンフィクション賞を受賞。2018年、『石つぶて 警視庁 二課刑事の残したもの』で第2回大宅壮一メモリアル日本ノンフィクション大賞（大宅賞）読者賞を受賞。他に、元陸軍飛行隊の苗村七郎を取材した『「同期の桜」は唄わせない』、第47回大宅賞候補作となった『切り捨てSONY リストラ部屋は何を奪ったか』がある。

## 著書
- 『しんがり 山一證券 最後の12人』（2013年11月、講談社）ISBN 9784062186445。講談社＋α文庫→講談社文庫で再刊
  - 2015年、WOWOW・連続ドラマW枠で「しんがり〜山一證券 最後の聖戦〜」としてドラマ化[6]
- 『「同期の桜」は唄わせない』（2013年12月、ワック）ISBN 9784898314173。新版「特攻を見送った男の契り」ワック・新書判
- 『切り捨てSONY リストラ部屋は何を奪ったか』（2015年4月、講談社）ISBN 9784062194594。講談社＋α文庫で再刊
- 『プライベートバンカー』（2016年7月、講談社）ISBN 9784062201995。講談社＋α文庫で再刊
- 『石つぶて 警視庁 二課刑事の残したもの』（2017年7月、講談社）ISBN 9784062206877。講談社文庫で再刊
  - 外務省機密費流用事件を追ったもの。2017年、WOWOW・連続ドラマW枠で「石つぶて〜外務省機密費を暴いた捜査二課の男たち〜」としてドラマ化[7]
- 『空あかり 山一證券“しんがり”百人の言葉』（2017年11月、講談社）ISBN 9784062208611
- 『トッカイ バブルの怪人を追いつめた男たち』（2019年4月、講談社）ISBN 9784065154281。講談社文庫で「トッカイ 不良債権特別回収部」に改題し再刊
  - 2021年、WOWOW・連続ドラマW枠で「トッカイ〜不良債権特別回収部〜」としてドラマ化[8]
- 『サラリーマン球団社長』（2020年8月、文藝春秋）ISBN 9784163912516
- 『どんがら トヨタエンジニアの反骨（トヨタ86 復活物語）』（2023年2月、講談社）ISBN 9784065311578
- 『アトムの心臓「ディア・ファミリー」23年間の記録』（2024年2月、文春文庫）[9]

### 巨人軍関連
- 『巨人軍は非情か』（2008年12月、新潮社）- 上記の週刊ベースボール連載コラムをまとめたもの（一部・書き下ろし）
  - 『私の愛した巨人』（2011年12月、ワック新書判）ISBN 9784898316542
- 『こんな言葉で叱られたい』（2010年9月、文春新書）
- 『巨人軍改革戦記』（2011年12月、新潮社）
- 『巨魁』（2012年3月、ワック）ISBN 9784898311790

### 共著
- 『会長はなぜ自殺したか 金融腐敗=呪縛の検証』（1999年、読売新聞社→新潮文庫→七つ森書館）、読売新聞社会部清武班
- 『メディアの破壊者 読売新聞』（2012年9月、七つ森書館）佐高信共著
- 『Yの悲劇 独裁者が支配する巨大新聞社に未来はあるか』（2012年11月、講談社）魚住昭共著

## 演じた俳優
- 名高達男（『ルビコンの決断』／2009年10月29日放送　テレビ東京）